# Autodrehkran 70

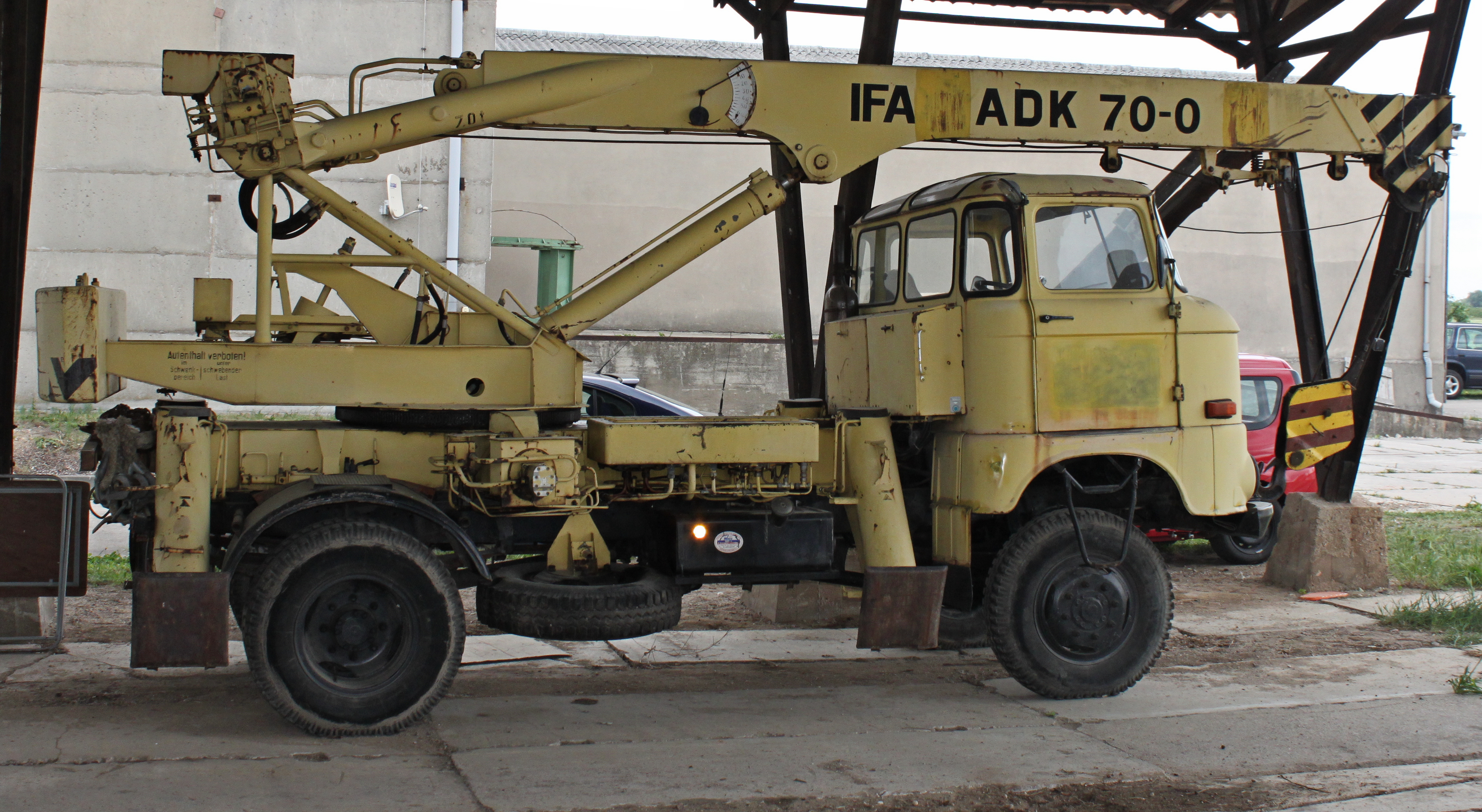
ADK 70-0

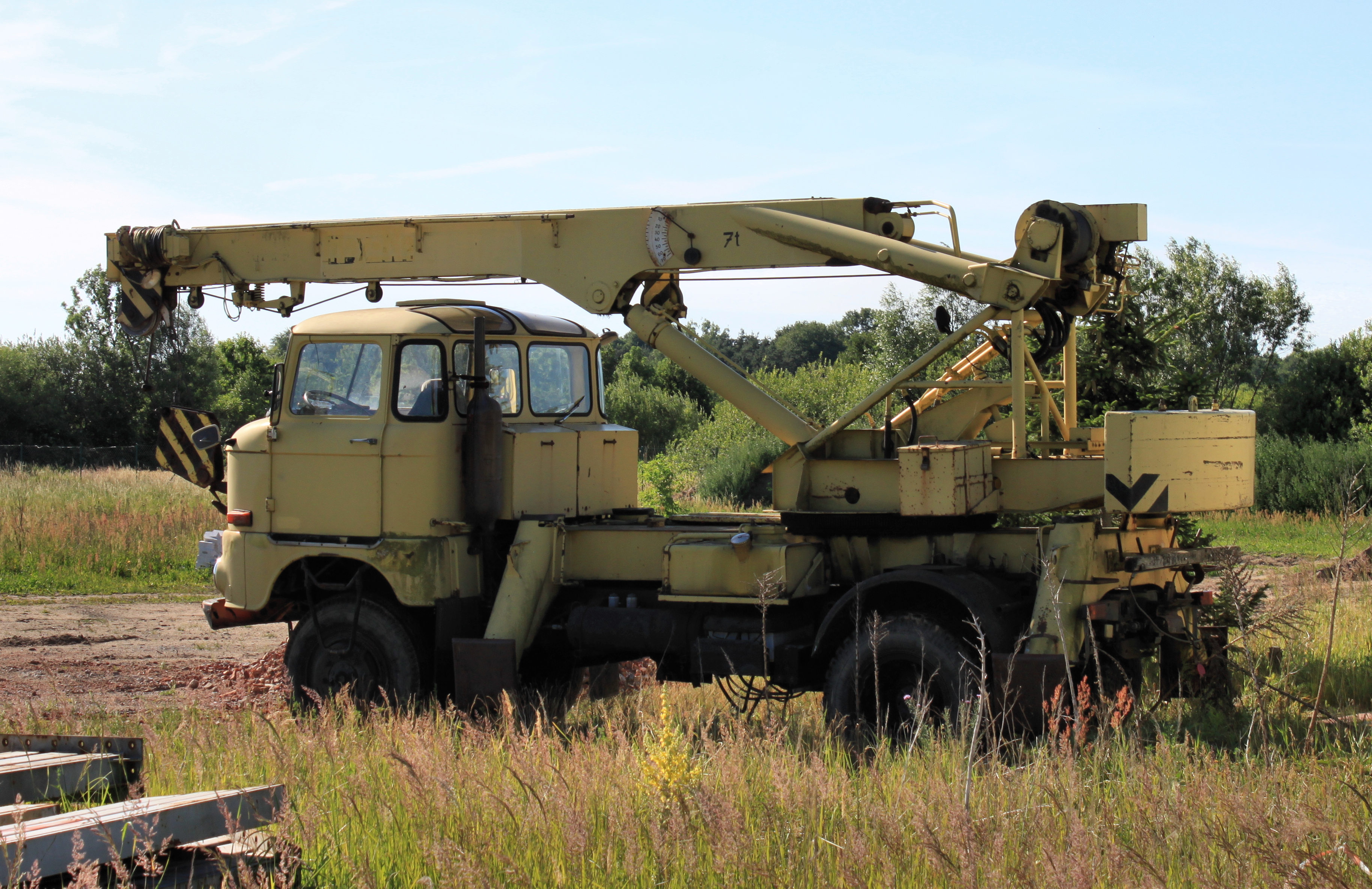
ADK 70

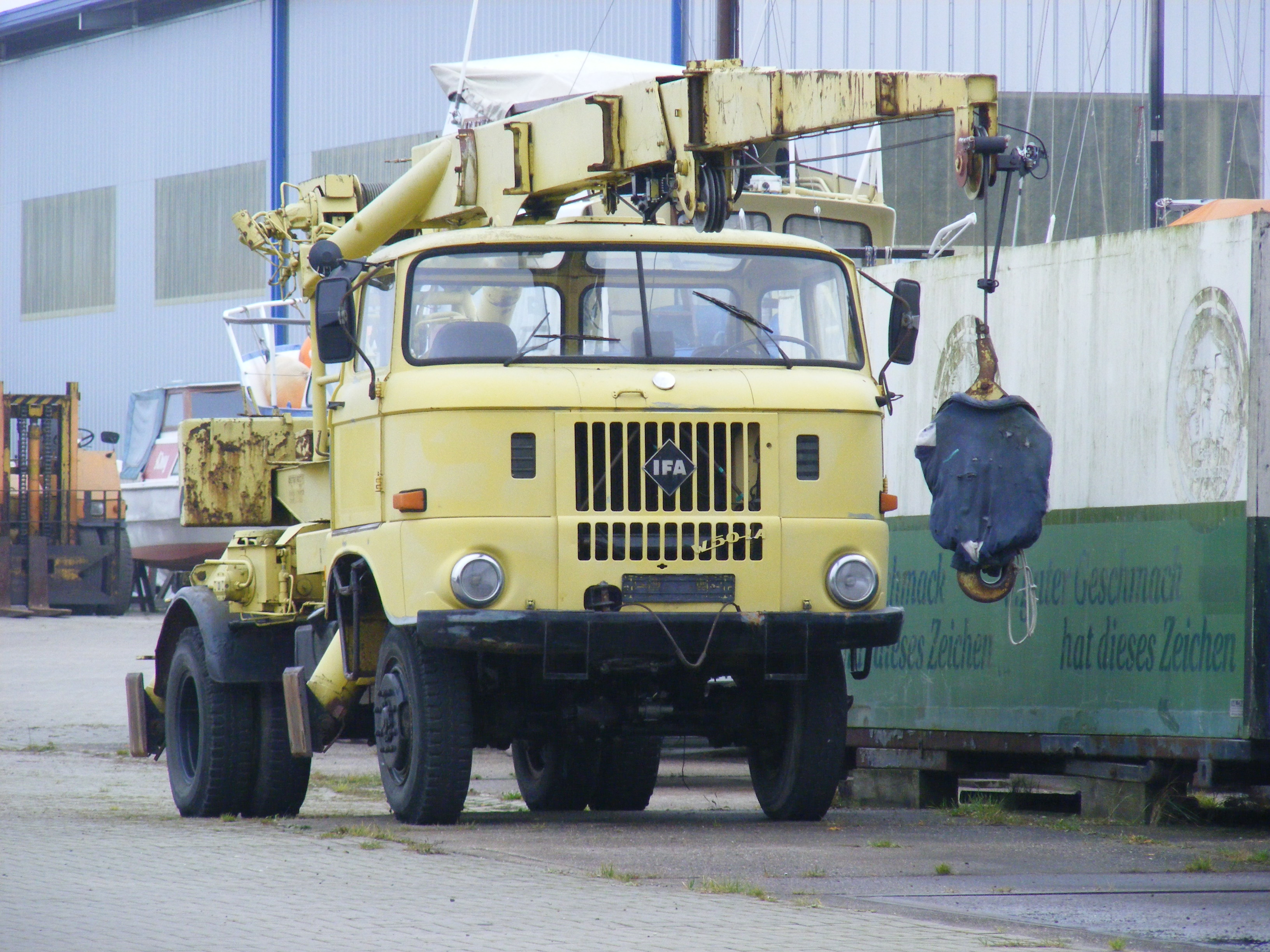
ADK 70 mit montiertem Zusatzausleger

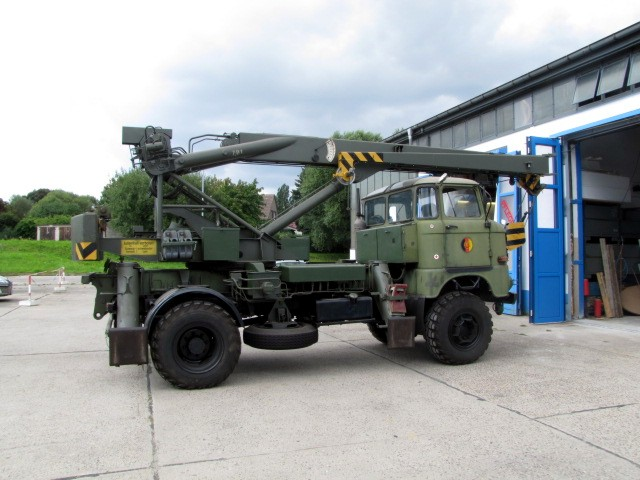
NVA-Version des ADK 70 mit Niederdruck-Ballonreifen und seitlich weggeklapptem Zusatzausleger

Der Autodrehkran 70 (ADK 70) ist ein in der DDR hergestellter Autokran mit einer maximalen Tragfähigkeit von 7 Tonnen.

## Geschichte
Das Konzept für den ADK 70 wurde schon 1974 im VEB Schwermaschinenbau S.M. Kirow Leipzig entwickelt, der zum Schwermaschinenbaukombinat TAKRAF gehörte. Ziel der Entwicklung war es, den IFA W50 als preiswertes, etabliertes Nutzfahrzeug auch für einen Kranaufbau zu nutzen. Zudem stand die endgültige Aufgabe der Produktion der Autodrehkräne ADK 63-1 und ADK 63-2 an, da der produzierende Betrieb, der VEB Schwermaschinenbau „Georgi Dimitroff“ Magdeburg, aus wirtschaftspolitischen Gründen ab 1976 nur noch Tagebauausrüstungen herstellen sollte. Nach dem Bau eines Funktionsmusters wurde die Weiterentwicklung des ADK 70, ebenfalls aus wirtschaftspolitischen Gründen, im VEB Schwermaschinenbau S.M. Kirow Leipzig eingestellt und an den VEB Maschinenbau „Karl Marx“ Babelsberg verlagert. Dort wurden weitere sechs Funktionsmuster bis zur Serienproduktion 1976 gebaut. Der Kranaufbau wurde in diesem Werk produziert, wo auch die Endmontage erfolgte. Die Produktion lief bis 1991, da das Nachfolgemodell ADK 80 niemals in ausreichender Stückzahl produziert werden konnte. Somit wurden vom ADK 70 insgesamt 6.737 Stück hergestellt.
Der Ausleger war teleskopierbar und auch unter Last 3 m ausschiebbar. Die Tragfähigkeit betrug abgestützt 7 Tonnen und freistehend 5 Tonnen, die Hakenhubhöhe 15 Meter.
Während des Produktionszeitraumes wurden immer wieder kleinere Verbesserungen im Produktionsablauf und am Modell durchgeführt. Zur Abgrenzung vorgesehener, aber nicht realisierter Weiterentwicklungen erhielt der ADK 70 zeitweise die Typenbezeichnungen ADK 70-0 und ADK 70-1.
Als Zusatzausrüstung wurde ab 1980 zum 4 Meter langen Zusatzausleger ein weiterer mit 6 Metern angeboten. Ab 1982 wurde ein Generator mit Fremdstromeinspeisung angeboten, der bei längerem stationärem Betrieb Dieselkraftstoff sparen sollte.
Der ADK 70 hatte eine Exportquote von 70 % und wurde vor allem nach Bulgarien, Ungarn, Polen, die Volksrepublik China, Vietnam, Kuba, in die ČSSR und weitere 15 Staaten exportiert.

## Technische Daten ADK 70
Als Basisfahrzeug diente der IFA W50 mit langem Radstand (3700 mm) und Allradantrieb.
- Besatzung: 1/1
- Kranbetrieb: hydraulisch
- maximale Tragfähigkeit: 7,0 t bei max. 2,0 Metern Ausladung (abgestützt)
- maximale Ausladung: 14,5 m / 0,06 t
- maximale Hubhöhe: 15,0 m
- Drehbereich: 360°
- maximale Drehgeschwindigkeit: 2,5/min
- maximale Hubgeschwindigkeit: 27,0 m/min
- Motor: 4 VD 14,5/12-1 SRW
  - 4-Zylinder-Viertakt-Dieselmotor, wassergekühlt
  - Bohrung × Hub: 120 × 145 mm
  - Hubraum: 6560 cm³
  - Leistung: 92 kW (125 PS) bei 2300/min
- Getriebe: 5+1-Gang-Schaltgetriebe, Geländegang
- Bereifung: 9.00-20 PR 12
- Abmessungen in Transportstellung: 7800×2500×3350 mm³
- Dienstgewicht: 11.100 kg
- Fahrgeschwindigkeit: 70 km/h[3]

## ADK 70-U
1989/90 wurde der Sowjetunion ein Kran auf der Basis des ADK 70 angeboten, der als Unterwagen den Ural-5557 bekommen sollte. Der Pumpenantrieb lief über den Nebenantrieb des Fahrzeugmotors. Der Kran besaß eine Kabine vom ADK 100. Der Kran entsprach dem Gossudarstwenny Standart (GOST) und war für eine Nutzung in der Landwirtschaft vorgesehen. Alternativ wurde auch ein Projekt mit einem ZIL-Lkw angeboten. Beide Projekte wurden nicht realisiert.

## Weiterentwicklung des ADK 70
Nach der Wende wurden schnell westliche Fahrzeuge in das bestehende Krankonzept planmäßig eingebunden. Neben dem ADK 70 wurde jedoch die Kabine des ADK 100 mit eingebunden. Als Unterwagen sollten der Mercedes-Benz 1114/37, der MAN 10.150, der DAF FA1000 CB und der UNIMOG dienen. Keines dieser Projekte wurde weiter verfolgt, da der ADK 70 technisch und preislich nicht mehr marktfähig war.